# Getijdenboek van paus Alexander VI
Het Getijdenboek van paus Alexander VI is een verlucht getijdenboek voor gebruik van Rome dat gemaakt werd in de late 15e eeuw in opdracht van paus Alexander VI. Het handschrift wordt nu bewaard in de Koninklijke Bibliotheek van België te Brussel als Ms. IV 480.

## Beschrijving
Het kleine handschrift bestaat uit 210 perkamenten folia van 185 bij 135 mm groot. De tekst is geschreven in het Latijn in een enkele kolom met 19 lijnen per bladzijde in een gotisch schrift. Het boek bevat vierentachtig miniaturen van de hand van Gerard David. Het handschrift werd ingebonden in Brugge door Antonius van Gavere.

## Verluchting
De marges van het manuscript zijn uitgewerkt in de Gent-Brugse stijl versierd met bloemen, vogels, vlinders, insecten, dieren en allerlei drôlerieën. De tekst is versierd met talloze gekleurde en versierde initialen waarbij veel bladgoud werd gebruikt.
Het handschrift bevat 84 grote miniaturen rijk versierd met zilver en goud, geschilderd in lichte kleuren. Ze zijn gepresenteerd als afbeeldingen in een venster en dikwijls omgeven door een marge met architecturale elementen of een marge in Gent-Brugse stijl.
Ook talrijke tekstbladzijden kregen een gedecoreerde marge mee waarvan de inhoud dan meestal gerelateerd is aan de tekst.

## Web links
- Afbeeldingen op Ziereis facsimiles.
- Book of Hours of Alexander VI. op Patrimonio